# بناء محمد

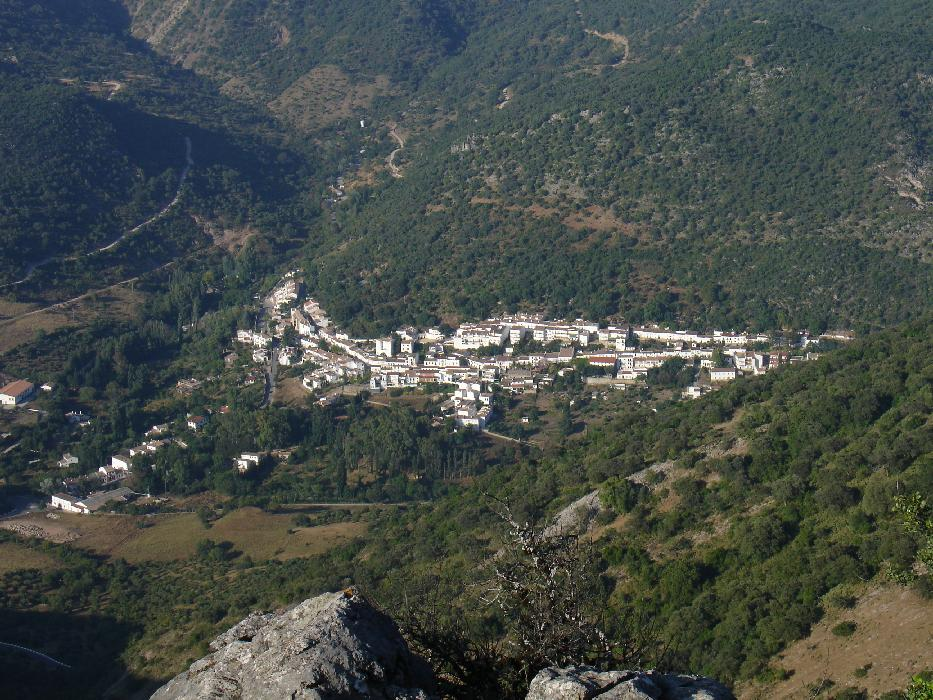
منظر لـ بناء محمد

بناء محمد أو بَنِي أو بِنى محمد واحدة من المدن البيضاء في الأندلس ، هي مدينة يبلغ عدد سكانها حوالي 400 نسمة في مقاطعة قادس ، إسبانيا . تقع 5 على بعد كم من البُسق ، ويقع داخل منتزه سلسلة جبال جرازاليما الطبيعي.
تشتهر بمهرجان (المغاربة والمسيحيين) ، الذي يُحتَفل به في الأسبوع الأول من شهر أغسطس على شرف القديس أنطونيو اللشبوني شفيع المدينة.

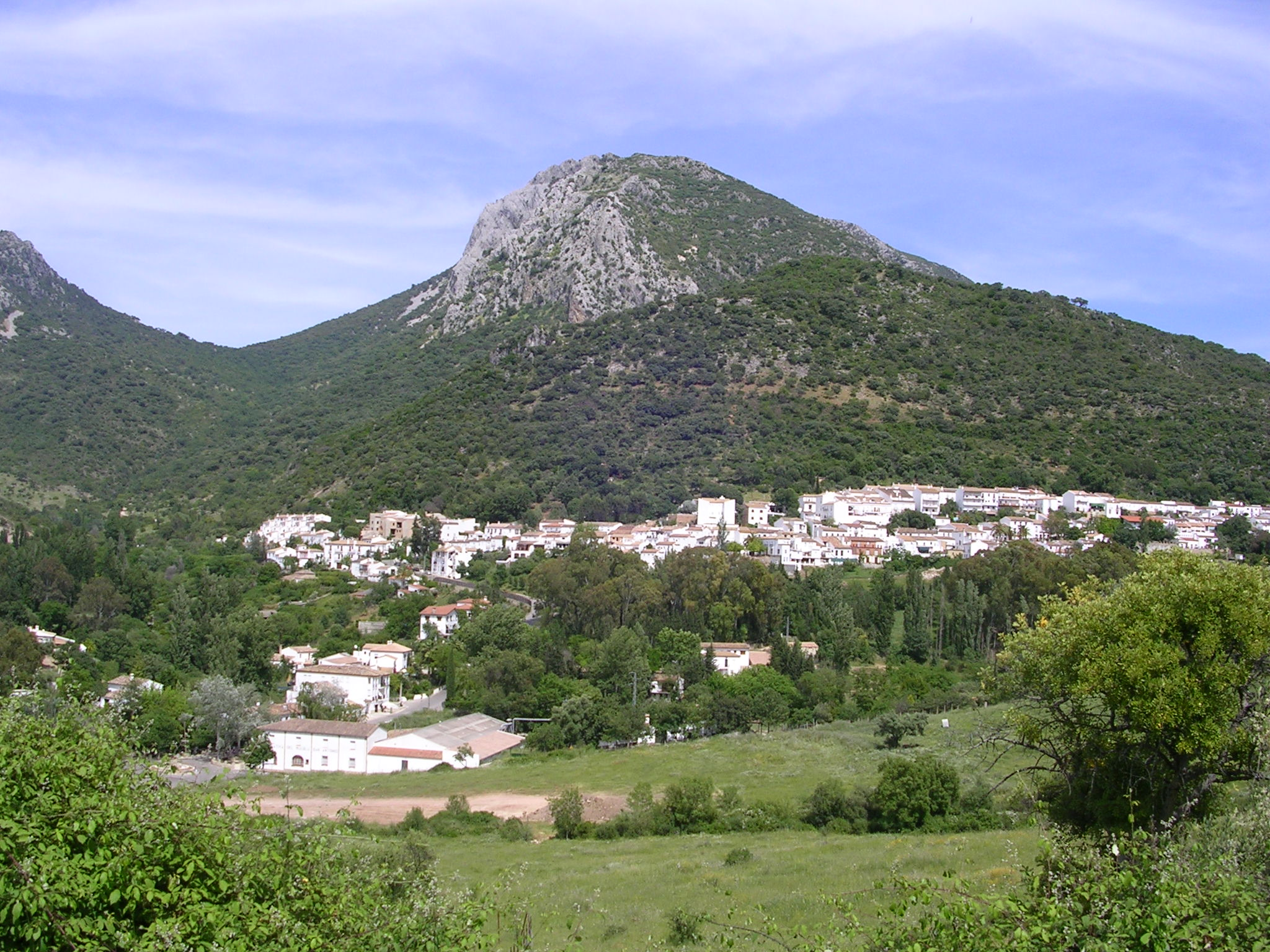
بني محمد